# Elektrisk synapse
En elektrisk synapse er en synapse, der tillader strøm direkte fra den ene celle til den næste. Cellerne er direkte forbundet via hemikanaler som består af connexoner. Connexonerne fra hver celle mødes og danner en lang kanal. De elektriske synapser ser vi kun i omtrent 1% af alle synapser.
 Der er for få eller ingen kildehenvisninger i denne artikel, hvilket er et problem. Du kan hjælpe ved at angive troværdige kilder til de påstande, som fremføres i artiklen.